# Campeonato Sudamericano Sub-20 de Futsal
El Campeonato Sudamericano Sub20 de Futsal, también conocida como CONMEBOL Sub20 Futsal, es una competición internacional de fútbol sala sub-20 de la Conmebol. Se ha realizado en ocho ocasiones y en siete  ha levantado la copa la selección de Brasil; en el torneo de 2008 participaron 2 seleccionados de la Concacaf; México y Costa Rica.
La quinta edición se disputó con equipos Sub-21, por segunda ocasión en la ciudad de San Cristóbal, Venezuela.

## Ediciones
| Año           | Sede          | Campeón   | Final Resultado | Subcampeón | Tercer lugar | Resultado | Cuarto lugar |
| ------------- | ------------- | --------- | --------------- | ---------- | ------------ | --------- | ------------ |
| 2004 Detalles | Fortaleza     | Brasil    | 5:1             | Venezuela  | Uruguay      | 5:2       | Paraguay     |
| 2006 Detalles | San Cristóbal | Brasil    | 2:0             | Argentina  | Venezuela    | 5:2       | Uruguay      |
| 2008 Detalles | Tunja         | Brasil    | 5:1             | Argentina  | Venezuela    | 4:2       | Colombia     |
| 2010 Detalles | Itagüí        | Brasil    | 4:2             | Colombia   | Argentina    | 3:1       | Uruguay      |
| 2013 Detalles | San Cristóbal | Brasil    | 1:0             | Colombia   | Argentina    | 3:1       | Chile        |
| 2014 Detalles | Aracaju       | Brasil    | 1:1 (p.) (2:0)  | Colombia   | Argentina    | 9:5       | Venezuela    |
| 2016 Detalles | Canelones     | Argentina | 2:1             | Brasil     | Venezuela    | 9:5       | Uruguay      |
| 2018 Detalles | Lima          | Brasil    | 5:5 (p.) (2:0)  | Argentina  | Paraguay     | 5:2       | Venezuela    |
| 2022 Detalles | La Guaira     | Brasil    | 1:0             | Argentina  | Colombia     | 3:2       | Chile        |
| 2024 Detalles | Lima          | Argentina | 4:2             | Colombia   | Brasil       | 3:0       | Paraguay     |

## Títulos por país
En cursiva, se indica el torneo en que el equipo fue local.
| Equipo    | Campeón                                            | Subcampeón                 | Tercer lugar         | Cuarto lugar         |
| --------- | -------------------------------------------------- | -------------------------- | -------------------- | -------------------- |
| Brasil    | 8 (2004, 2006, 2008, 2010, 2013, 2014, 2018, 2022) | 1 (2016)                   | 1 (2024)             |                      |
| Argentina | 2 (2016, 2024)                                     | 4 (2006, 2008, 2018, 2022) | 3 (2010, 2013, 2014) |                      |
| Colombia  |                                                    | 4 (2010, 2013, 2014, 2024) | 1 (2022)             | 1 (2008)             |
| Venezuela |                                                    | 1 (2004)                   | 3 (2006, 2008, 2016) | 2 (2014, 2018)       |
| Uruguay   |                                                    |                            | 1 (2004)             | 3 (2006, 2010, 2016) |
| Paraguay  |                                                    |                            | 1 (2018)             | 2 (2004, 2024)       |
| Chile     |                                                    |                            |                      | 2 (2013, 2022)       |